# Diego Matías Rodríguez
Diego Matías Rodríguez (sinh ngày 25 tháng 6 năm 1989) là một cầu thủ bóng đá người Argentina.

## Sự nghiệp câu lạc bộ
Diego Matías Rodríguez đã từng chơi cho JEF United Chiba.